# آرثر كار
آرثر كار (21 مايو 1893 في المملكة المتحدة - 7 فبراير 1962 في المملكة المتحدة) (بالإنجليزية: Arthur Carr) هو لاعب كريكت بريطاني (وحمل سابقاً جنسية المملكة المتحدة لبريطانيا العظمى وأيرلندا). شارك مع منتخب إنجلترا للكريكت.

## وصلات خارجية
- آرثر كار على موقع إي آس بي آن كريك إنفو (الإنجليزية)